# 제인 이스트우드
제인 이스트우드(Jayne Eastwood, 1944년 9월 19일 ~ )는 영국의 배우이다.
런던에서 태어났다.

## 영화
- 트리거 포인트 (2021년) - 아이린 콜 역
- 더 스페이스 비트윈 (2017년)
- 나의 그리스식 웨딩 2 (2016년) - Mrs. 화이트 역
- 노 스트레인저 댄 러브 (2015년) - 브렌다 역
- 카스 앤 딜런 (2013년)
- 룩킹 이즈 디 오리지널 신 (2012년)
- 세인트 로즈 (2010년)
- 해리엣 더 스파이: 블로그 워즈 (2010년)
- 더 내셔널 트리 (2009년)
- 노던 라이트 (2009년)
- 쿠퍼스 카메라 (2008년)
- 리얼 타임 (2008년)
- 빨간머리 앤 - 새로운 시작 (2008년)
- 에코 (2008년)
- 코벤트리의 전설 2 (2007년)
- 유 킬 미 (2007년)
- 몽키 워페어 (2006년)
- 캔들스 온 베이 스트리트 (2006년)
- 웨딩 워즈 (2006년) - 완다 역
- 스노우 케이크 (2005년)
- 베스의 인생버스 (2005, Riding the Bus with My Sister)
- 모스 (2004년)
- 웰컴 프레지던트 (2004년)
- 새벽의 저주 (2004년) - 노마 역
- 스노우 온 더 스켈리턴 키 (2003년)
- 하우 투 딜 (2003년)
- 시카고 (2002년)
- 나의 그리스식 웨딩 (2002년) - 화이트 부인 역
- 클럽 랜드 (2001년)
- 더 엔드리스 그린드 (2001년)
- 주디 갈란드 (2001년) - 로티 역
- 크리미널 인스팅트 - 영혼의 살인마 (2001년)
- 더블 로맨스 (1997년)
- 스티브 마티니의 인생 (1996년)
- 산타클로스 (1994년)
- 고스트 맘 (1993년)
- 스텔라 (1990년)
- 설원의 사랑 (1989년) - Mrs. 브록켈 역
- 나의 집을 찾아서 (1988년)
- 우리 엄마 최고 (1988년)
- 마녀의 심판 (1987년)
- 나이트 히트 (1985년)
- 빨강머리 앤 (1985년)
- 아기 곰 구출단 (1985년)
- 비디오드롬 (1983년)
- SCTV 네트워크 90 (1981년)
- 호보 (1979년)